# Дънсмюър (град, Калифорния)
Дънсмюър (на английски: Dunsmuir) е град в окръг Сискию, щата Калифорния, САЩ. Дънсмюър е с население от 1580 жители (по приблизителна оценка от 2017 г.) и обща площ от 4,7 km². Намира се на 695 m надморска височина. ЗИП кодовете му са 96025, а телефонният му код е 530.